# Doris (oceánide)

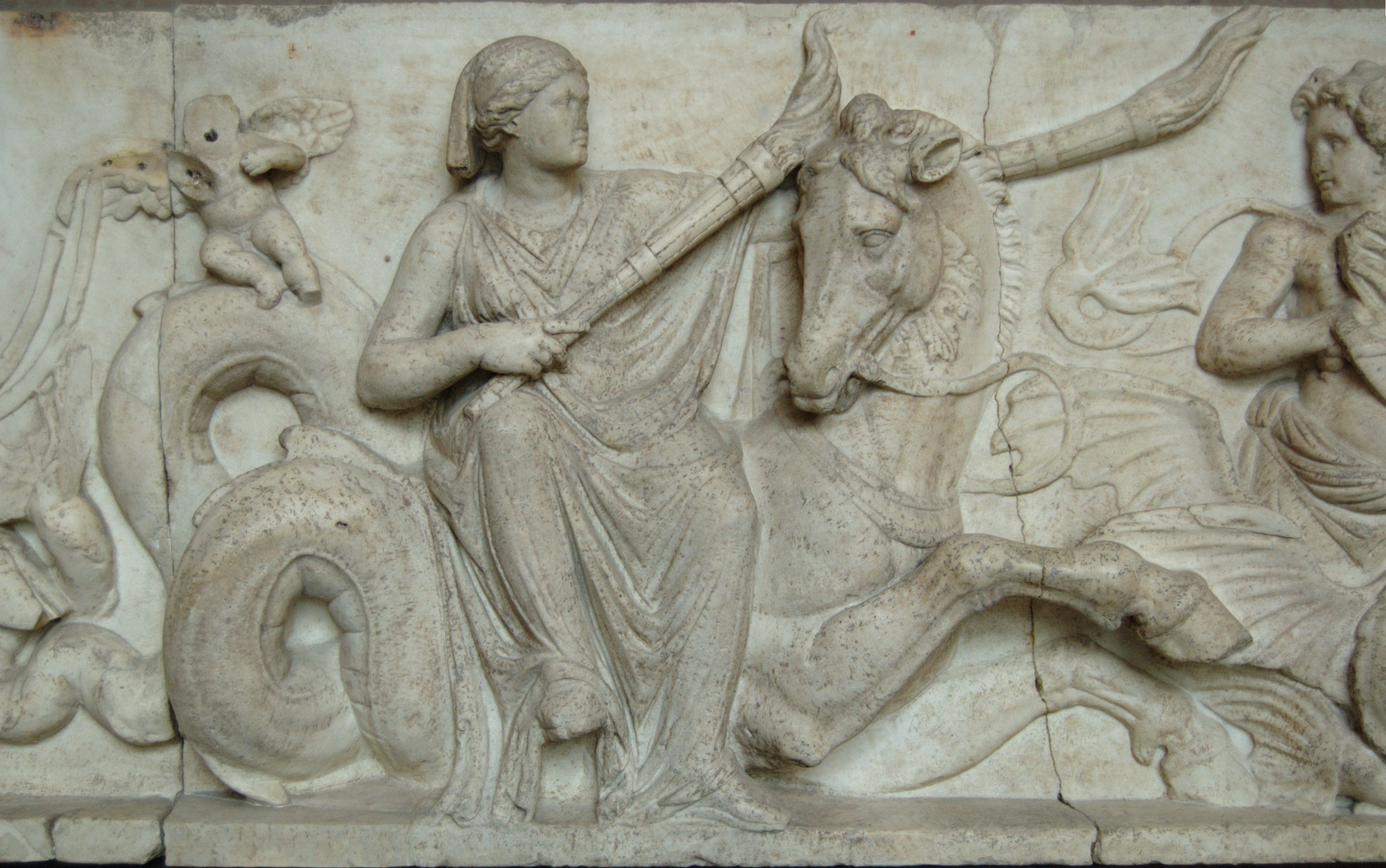
La oceánide Doris montada en un hipocampo.

En la mitología griega, Doris o Dóride (en griego antiguo: Δωρίς, latín: Dōrís; «la que regala») era una oceánide de «hermosos cabellos», hija por tanto de Océano y Tetis. Su nombre sugiere la generosidad del mar. Unida con Nereo, el anciano de mar, Doris alumbró a las nereidas —cincuenta hijas «expertas en obras intachables». La Teogonía dice que dos de las nereidas, Tetis y Psámate, hicieron a Doris abuela de los héroes Aquiles y Foco. Otra de ellas, Galatea, se refiere a su madre en una ocasión. Curiosamente una de sus hijas también lleva el nombre de Doris. Eliano añade que de la unión entre Nereo y Doris también nació Nerites, y que este fue el hijo más joven de Doris. Se la suele describir con epítetos como «salobre», «azul» o «que envuelve de espuma las cavernas cristalinas», pero siempre recalcando su naturaleza marina. Doris apenas es mencionada en los textos mitográficos, que suelen hacer hincapié en su papel como madre de las nereidas. En Las metamorfosis es mencionada hasta tres veces, pero en uno de los pasajes habla acerca de los númenes marinos, a saber:
«Las aguas tienen sus dioses de color azul verdoso, el canoso Tritón, el cambiante Proteo, Egeón, que aprieta con sus brazos el dorso inmenso de las ballenas, Doris y sus hijas, que aparecen unas nadando, otras sentadas en las rocas secándose los verdes cabellos, y otras cabalgando sobre un pez; no tienen todas la misma cara, ni tampoco caras distintas, como conviene a las hermanas». 
Tzetzes, que gusta tanto de versiones bizarras, dice que «Nereo fue padre de las Nereidas, hijas de Doris y Océano, pero alegóricamente Nereo es el mar». De la misma manera un texto tardío opina que Doris es la misma de Tetis  o bien que fue la esposa de Tritón.